# Брајарклиф Мејнор (Њујорк)
Брајарклиф Мејнор (енгл. Briarcliff Manor) град је у америчкој савезној држави Њујорк.

## Демографија
По попису из 2010. године број становника је 7.867, што је 171 (2,2%) становника више него 2000. године.
| Група             | 2000.         | 2010.         |
| Белци             | 6.825 (88,7%) | 6.543 (83,2%) |
| Афроамериканци    | 133 (1,7%)    | 265 (3,4%)    |
| Азијати           | 419 (5,4%)    | 546 (6,9%)    |
| Хиспаноамериканци | 241 (3,1%)    | 414 (5,3%)    |
| Укупно            | 7.696         | 7.867         |